# Hanshin série 5550
La série Hanshin 5550 (はんしん5550けいでんしゃ, Hanshin 5550 Keidensha ou 阪神5550系電車) est une unique rame automotrice électrique (EMU), utilisée pour les services de banlieue et périurbains, dans le Keihanshin, exploitée par la compagnie Hanshin, et introduite en 2010. Elle est une formation issue de la série 5500 avec des changements mineurs.

## Histoire
En 2010, une formation de quatre voitures a été fabriquée en tant que remplacement pour la vieillissante série Hanshin 5311, qui étaient les dernières voitures de service Hanshin d'ancienne génération.
Le corps est identique à la série 5500 , mais en termes d'équipements , il est équipé comme la série 1000 . En rendant la conception aussi commune que possible avec les séries 5500 et 1000, le temps de la conception et de la production a été raccourcie et le coût a été réduit. Depuis que la numérotation 5500 a été positionnée comme celle des véhicules de base pour services locaux, Hanshin a choisi le nombre 5550 pour nommer cette formation.
Depuis que Mukogawa Sharyo Kogyo Co., Ltd., qui fabriquait auparavant des véhicules Hanshin, a été dissoute, la carrosserie a été fabriquée par Aruna Sharyo et l'équipement a été réalisé par Hanshin Sharyo Maintenance Co., Ltd., le successeur de Mukogawa Sharyo Kogyo . Il s'agit d'un travail conjoint au sein de Hankyu Hanshin Holdings et de Aruna, qui possède un savoir-faire en matière de fabrication de carrosseries de voitures en acier ordinaires. Les plaques signalétiques de deux sociétés sont installées dans la rame .
De 2017 à 2022, des travaux de renouvellement/rénovation ont été réalisés sur la série 5500, mais la formation 5550, qui est plus récente, n'a pas fait l'objet de travaux.

### voiture a réaction
La "voiture à réaction" est un surnom donné aux véhicules ferroviaires appartenant à Hanshin Electric Railway et principalement utilisée pour les trains locaux .Les trains locaux sur la ligne principale de Hanshin s'arrêtent dans de nombreuses gares et les distances entre les gares sont très courtes, de sorte que des "voitures à réaction" avec des performances d'accélération et de décélération élevées sont utilisées pour maintenir les espaces entre les trains. L'accélération de départ de l'ancienne série 5001 était de 4,5 km/h/s (4,0 km/h/s pour les séries 5500, 5550 et 5700). La décélération était également de première classe parmi le matériel roulant japonais, et cela est aligné avec les trains de la série JR East E233 et les trains de la série Sotetsu 12000 .Par le passé la Kintetsu avait aussi des "voitures a réaction" surnommé "rabbit train" (train lapin).

## Description

### Extérieure
Il s'agit d'une carrosserie à 3 portes par côté identique à la série 5500. La structure est en acier ordinaire, mais de l'acier inoxydable a été utilisé pour la tôle de toit et le revêtement inférieur de la poche pour les portes,. La peinture est la même "Allegro Blue" et "Silky Grey" que la série 5500. La hauteur du plancher est de 1 130 mm  , ce qui est devenu la norme depuis la série 5500, mais la largeur de la porte passager est passée de 1 400 mm pour la série 5500 à 1 300 mm.
Le type et l'affichage de destination ont également été modifiés à un type de LED polychrome (couleur) . L'affichage de type de service est une LED couleur et l'affichage de la destination est une LED blanche . Le dispositif de réglage dispose également d'une sélection d'affichage express/semi-express  .
L'intérieur de la voiture est basé sur le bleu, et il est considéré comme reconnaissable comme un train local. Les sièges sont des sièges longitudinaux.
Depuis son introduction, toutes les voitures ont été équipées d'un espace pour fauteuil roulant , un voyant d'avertissement d'ouverture/fermeture de porte et un carillon de porte ont été nouvellement installés sur le linteau de porte . Le plafond est également conforme à la série 1000. Le dispositif d'affichage d'informations embarqué est un type LED.

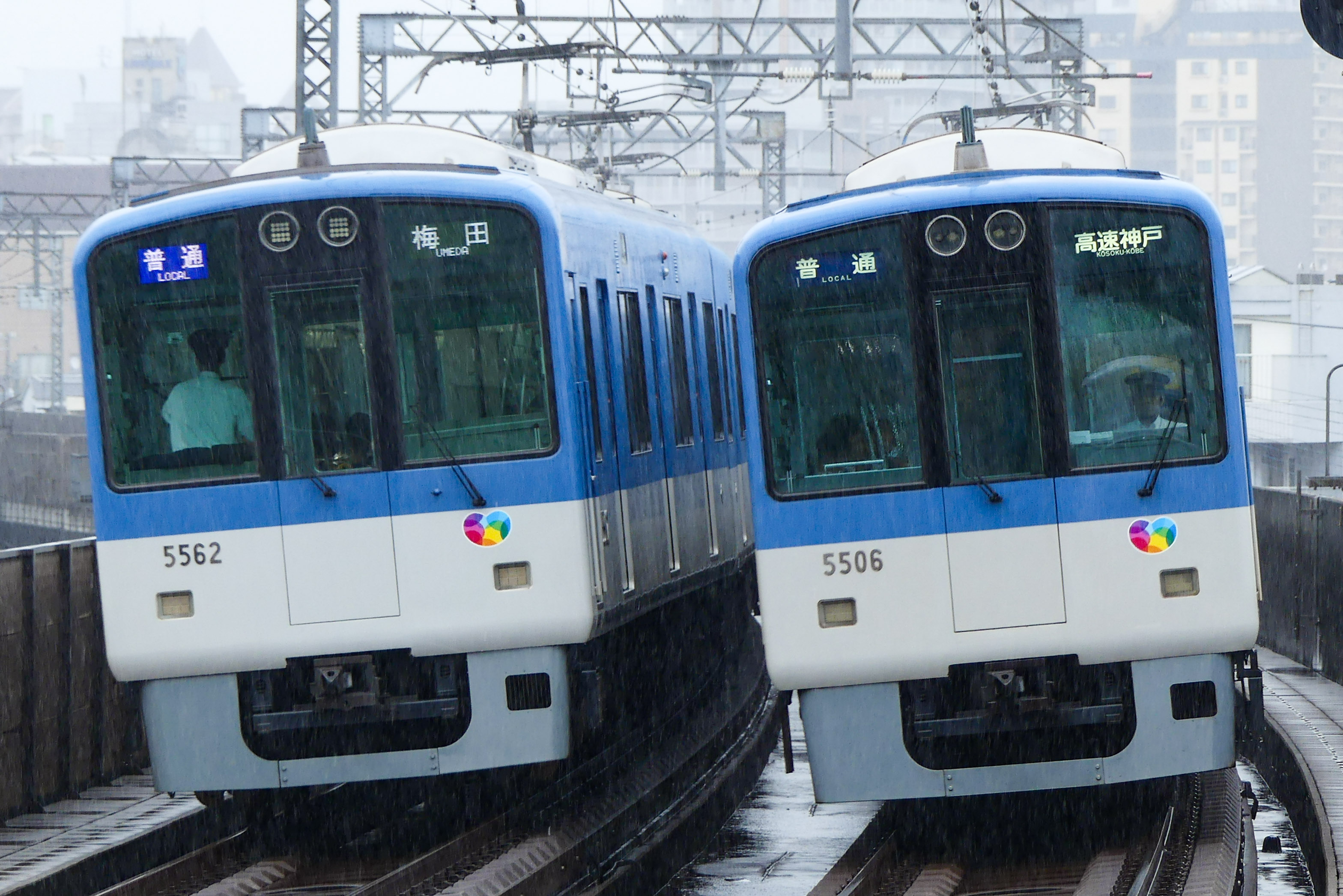
Comparaison de face des séries 5550 (à gauche) et 5500 (à droite). Des différences peuvent être observées dans les indicateurs destination (girouettes).

La configuration de la cabine de conduite est presque la même que celle de la série 5500, mais le contrôleur principal de la cabine dispose d'un dispositif d'homme mort (veille). De plus, le commutateur du dispositif de sélection du type de train est un commutateur à écran tactile au lieu du type à bouton de la série 5500.

### Caractéristiques techniques
Des équipements techniques communs à la série 1000 ont été choisis.
Le moteur de traction adopte le TDK-6147-A fabriqué par Toyo Denki Co., Ltd., un moteur à induction triphasé à cage d'écureuil commun à la série 1000, et la puissance par unité a été améliorée de 110 kW pour la série 5500 à 170 kW. La méthode de contrôle est via l'onduleur VVVF(onduleur de tension) , et le dispositif de contrôle est de Mitsubishi Electric, type MAP-174-15V163B, qui intègre des éléments IGBT dans un IPM haute tension. Sur chaque motrice, il y a un dispositif de contrôle et les onduleurs. Étant donné que les performances d'accélération et de décélération sont différentes de celles de la série 1000 pour les trains express, elles ont été gérées en modifiant le courant par logiciel.
La vitesse maximale est de 110 km/h , et l'accélération/décélération est la même que celle de la série 5500, avec une accélération de démarrage de 4,0 km/h/s et une décélération de 4,5 km/h/s.
Le bogie est un bogie sans traversin de type monolink fabriqué par Sumitomo Metal Industries (actuellement Nippon Steel) , et comme la série 1000, la motrice est équipée du type SS171M et la voiture est équipée du type SS171T  . Le rapport de démultiplication est le même que celui de la série 1000, 97:16 (6,06) , et la transmission utilise le système d'entraînement à cardan parallèle TD .
L'alimentation auxiliaire est un onduleur statique (à éléments IGBT) d'une puissance de 150 kVA, et l'INV146-L0  de Toshiba est installé dans chaque véhicule électrique intermédiaire. Les compresseurs d'air électriques sont équipés de compresseurs à courant alternatif C-2000-ML dans les deux voitures principales .
Le pantographe adopte un type à bras unique de type PT7160-A, et est installé du côté Kobe des motrices 5551 et 5651 . Le côté de la carrosserie du véhicule a un renforcement de structure pour supporter l'installation du pantographe.

## Opération
Le 5 août 2010, un essai a été effectué entre la station Amagasaki et la station Ishiyagawa , et c'était la première course durant le jour pour la série 5550 . Après cela, il a été détenu du côté ouest de la gare d'Amagasaki pendant un certain temps, l'exploitation commerciale ayant commencé le 29 décembre de la même année. Après le début de l'exploitation, il est exploité de manière indiscernable des autres véhicules ordinaires.

## Formation
La formation fixe de 4 voitures est composée de deux ensembles d'unités de 2 voitures, (coté Osaka) Mc-M1 et M2-Tc (Coté Kobe) soit 3M1T .Les 3 motrices étant du côté de la direction d'Osaka , et seule la voiture de tête coté Kobe est une voiture (avec cabine) .
Bien qu'il ne soit pas combiné en formation multiple, avec d'autres rames conventionnelles, les équipements tels que les coupleurs ou les circuits de passage sont standardisés afin qu'il puisse être combiné avec la série 5500 lors d'essais . De plus, entre la voiture M1 et la voiture M2, une cabine simple(un poste de commande de conduite caché sous un panneau) pour la conduite dans l'atelier est prévue  , et comme la voiture conventionnelle, elle est divisée en deux unités à l'entrée de l'atelier pour maintenance .
De plus, la série 5700 , apparue en 2015 , a le même nombre de moteur que la série 5550, mais les motrices sont des 0,5 M, revenant à une formation de train entièrement motrice . Avec la série 5550, il y a une opinion que le conducteur se sent mal à l'aise d'être poussé par derrière dans le train à destination de Kobe, et avec la série 5700, le côté cabine du conducteur des deux voitures de tête est soutenu par le bogie porteur pour fournir la même conduite et la même sensation dans les deux directions Kobe et Osaka.
|              | ←Osaka-Umeda Kobe Sannomiya→ |          |           |      |
|              |                              |          |           |      |
| Voiture No.  | 1 >                          | 2 >      | 3 >       | 4    |
| Designation  | Mc                           | M1       | M2        | Tc'  |
| Numerotation | 5551                         | 5651     | 5652      | 5562 |
| Poids (t)    | 35.5                         | 35       | 35        | 29   |
| Equipement   | VVVF-CP                      | VVVF-SIV | VVVF- SIV | CP   |

- Les voitures 1 ,2,et  3 ont un pantographe à 1 bras
- VVVF : contrôleur principal
- SIV : Alimentation auxiliaire ( onduleur statique )
- CP : compresseur d'air

## Galerie photos

### Extérieur

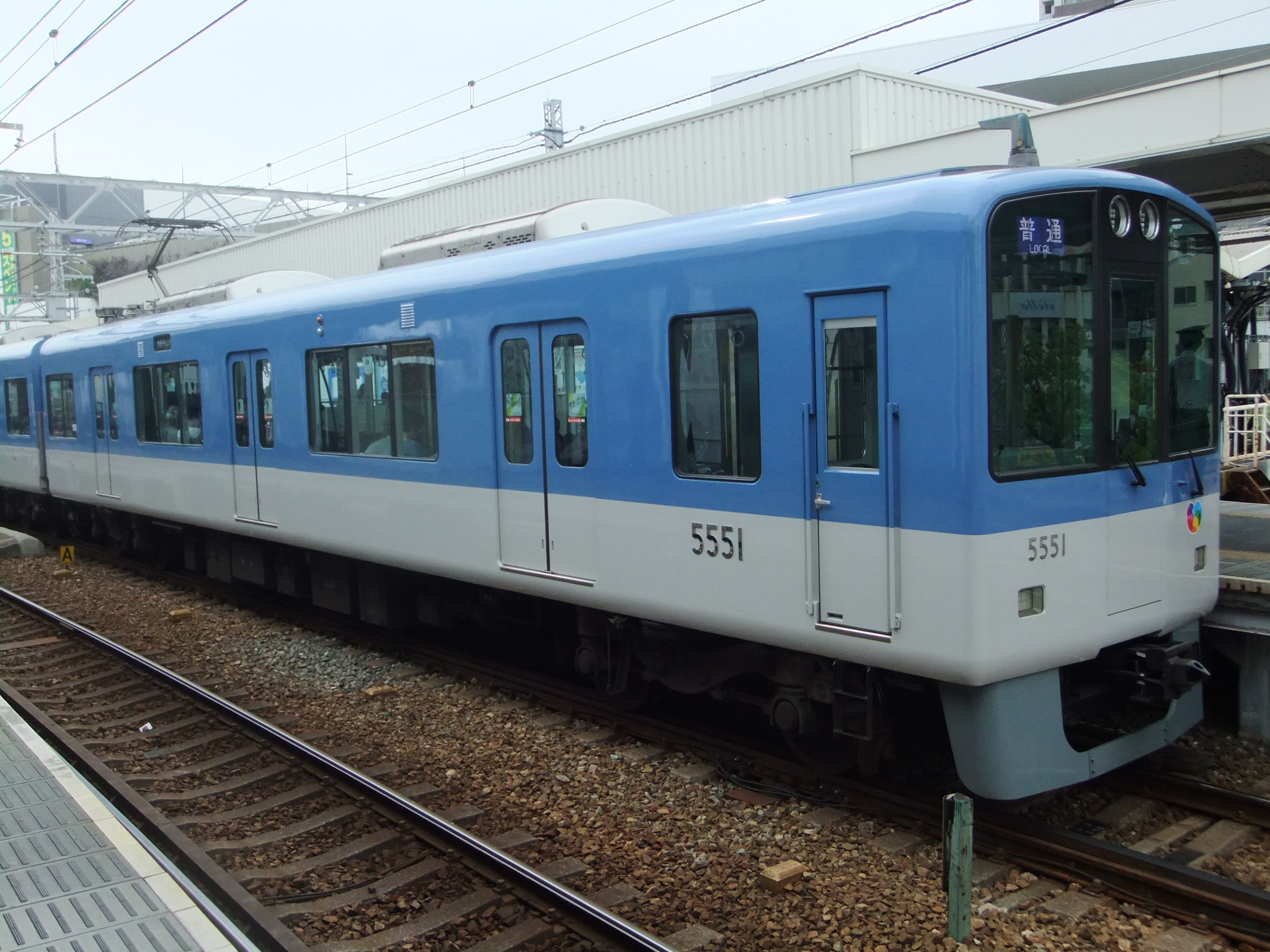
Mc 5551
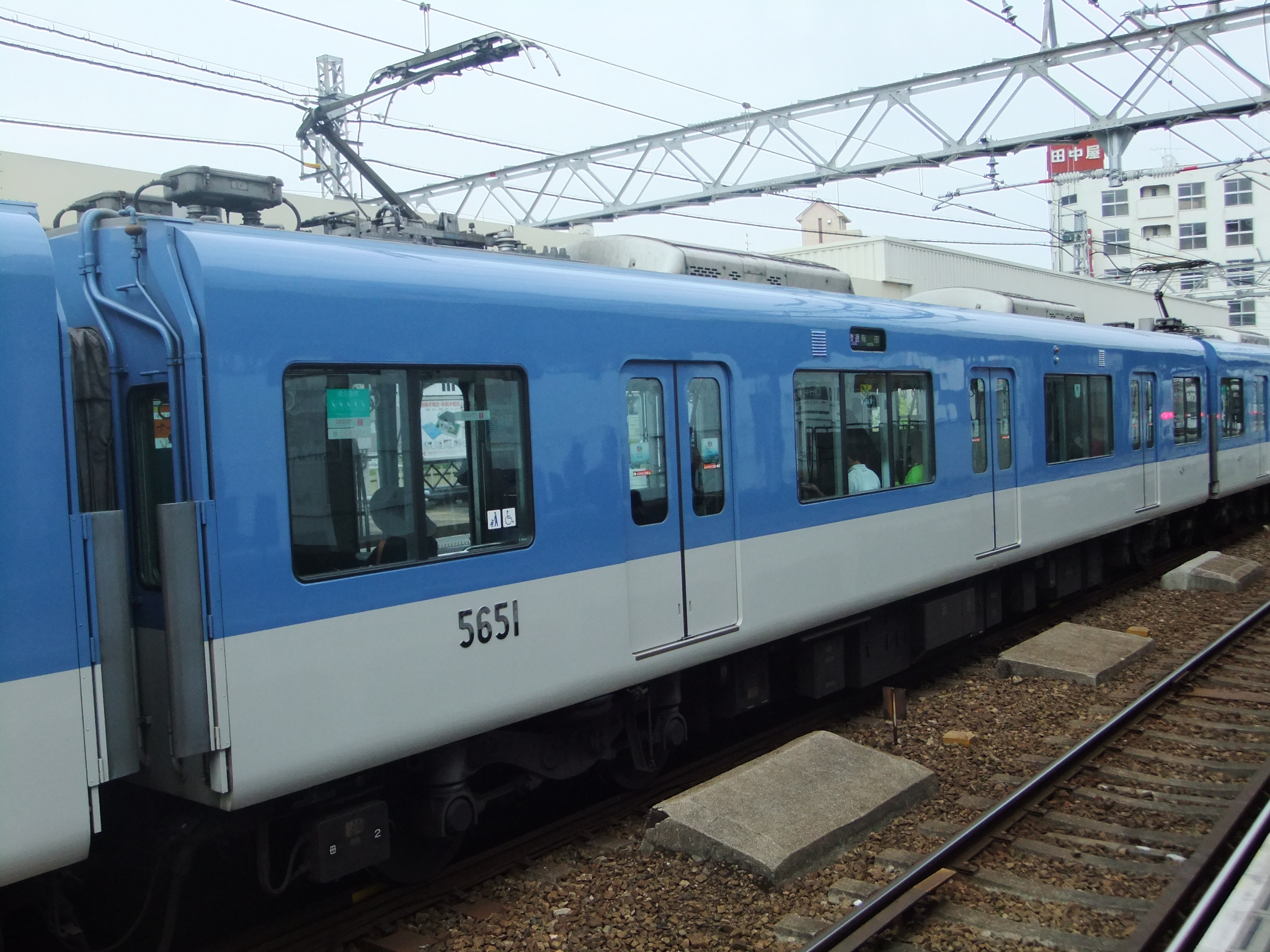
M1 5651
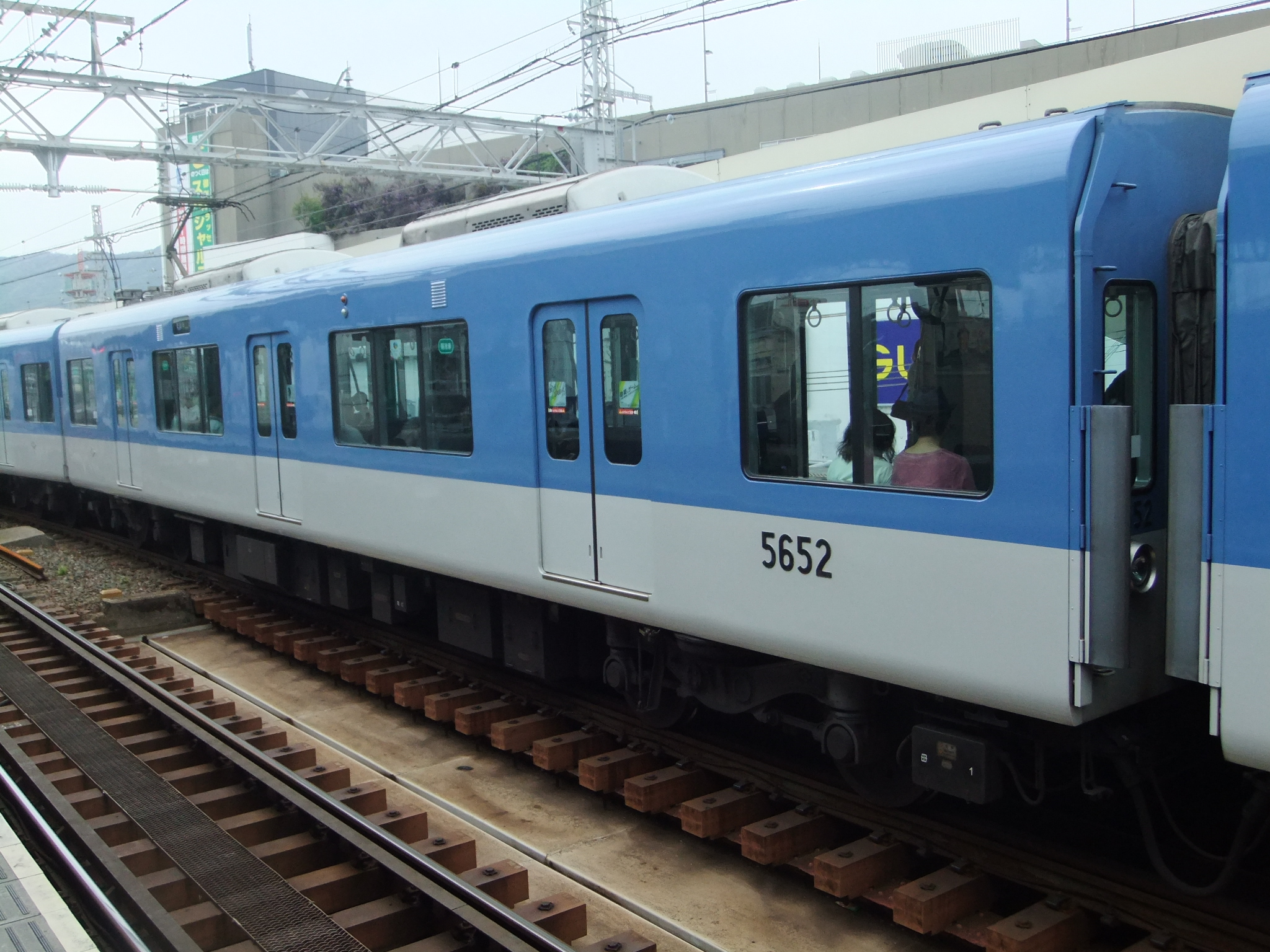
M2 5652
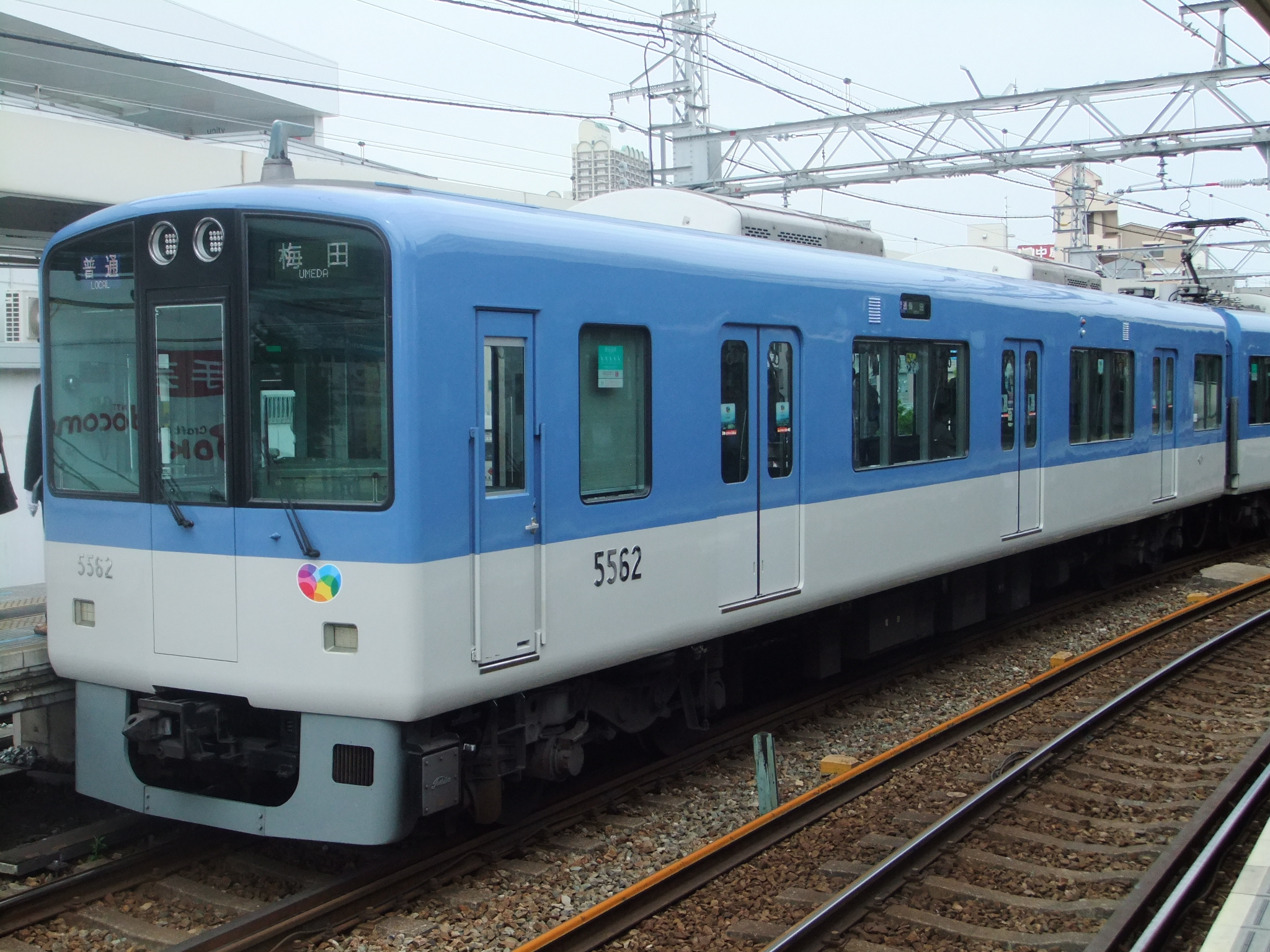
Tc 5562

### Intérieur

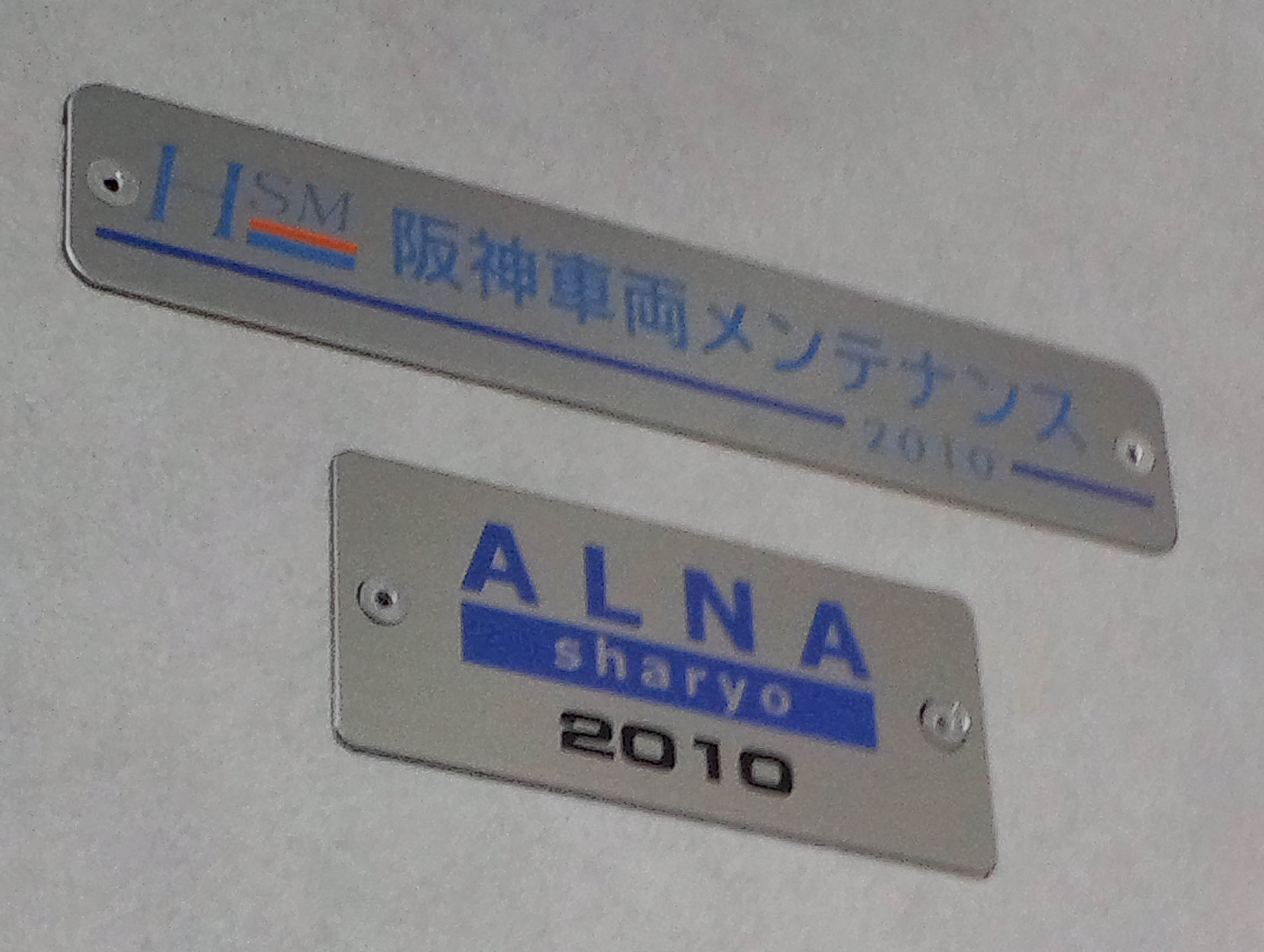
plaque signalétique des constructeurs